# Окница
Окница (рус. Óкница) је град и седиште Окничког рејона, у Молдавији. 